# Мирово (солно находище)
Вижте пояснителната страница за други значения на Мирово.
„Мѝрово“ е находище на каменна сол на около 4 km южно от Провадия.
Соленосните седименти са на около 4000 m дълбочина и са с пермска възраст. Те са представени от аргилит, в по-малки количества алевролит, мергел, доломит и варовик. Съдържанието на халит в тях е между 40 и 60%. Каменната сол изгражда куполобразен щок, пресичащ лежащите над него юрски, кредни и палеогенски седименти и достига до повърхността, където е покрит от съвременни отложения с дебелина до 20 m. Щокът е съставен от над 95% халит и в по-малки количества анхидрит, гипс, глауберит и целестин.
Находище „Мирово“ е проучено до 1300 m дълбочина. Добивът на каменна сол през 1980-те години достига до 3 млн. тона годишно. Първият сондаж за проучване на находището е извършен през 1926 г. За експлоатацията му е построен завод, днес „Провадсол“, за сол и разсол.